# Wytłaczanie (metalurgia)
Wytłaczanie – w metalurgii jest to proces, podczas którego następuje przekształcenie płaskiego półwyrobu w wytłoczkę o powierzchni nierozwijalnej. Narzędziem w procesie wytłaczania jest tłocznik. Składa się on głównie ze stempla, matrycy i dociskacza, zabezpieczającego brzeg blachy przed pofałdowaniem pod działaniem obwodowych naprężeń ściskających.